# Dixi

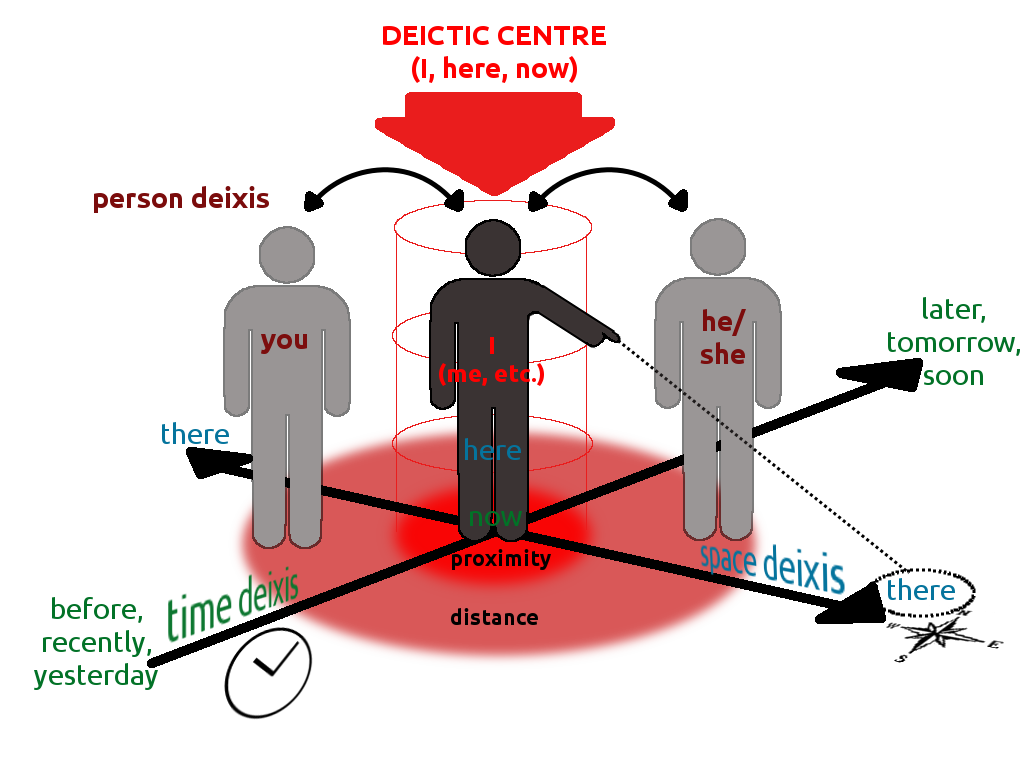
La dixi. Aquí amb termes i paraules en anglès.

La dixi és un terme lingüístic que es defineix com l'ús d'expressions que, dins d'un enunciat, fa referència:
- a la situació espacial i temporal, en què s'emet el mateix enunciat;
- a les persones que emeten o reben l'enunciat.

És el fenomen relacionat amb aquelles paraules (denominades, precisament per això, díctiques) el significat de les quals és relatiu a la persona parlant i que es pot conèixer únicament en funció d'ella. L'ús de mots díctics permet a l'interlocutor especificar l'enunciat segons el seu propi centre díctic o punt de referència.

## Tipus de dixi
La dixi pot variar segons els elements físics o extraverbals que prengui en consideració.

### Categories tradicionals
Charles J. Fillmore va usar el terme «principals tipus gramaticalitzats» per a referir-se a les categories més comunes d'informació contextual. Els tipus tradicionals entre les llengües són:

#### Dixi personal
La dixi personal, o dixi de persona, fa referència al paper que exerceixen les persones gramaticals implicades en un enunciat: (1) els que estan directament implicats (ex: l'orador, el destinatari), (2) els que no estan directament implicats (ex: els que senten l'enunciat però no són destinataris directes), i (3) els que s'esmenten en l'expressió.
Aquest tipus de dixi pot ser de primera, segona o tercera persona. En català, aquestes distincions generalment s'indiquen fent ús de pronoms i determinants com «jo, meu, tu, teva, ella, seus».

#### Dixi espacial
La dixi espacial, o dixi de lloc, s'ocupa de les ubicacions espacials rellevants per a un enunciat. De la mateixa manera que la dixi personal, les ubicacions poden ser les del parlant i destinatari, o les de persones o objectes als quals es fa referència, situant-los en l'espai i indican proximitat o llunyania. Els exemples catalans més destacats són els adverbis «aquí» i «allà», i els demostratius «aquest» i «aquell», tot i que aquests no són exclusius.
Algunes frases d'exemple (termes díctics espacials en cursiva):
M'encanta viure en aquesta ciutat.
Aquí és on col·locarem l'estàtua.
Estava asseguda allà.
Tret que s'especifiqui el contrari, els termes díctics espacials s'entenen generalment en relació amb la ubicació del parlant, com a:
La botiga és a l'altre costat del carrer.
on "a l'altre costat del carrer" s'entén com "a l'altre costat del carrer des d'on jo [l'orador] sóc ara mateix".

##### Projecció díctica
En alguns contextos, la dixi espacial s'utilitza metafòricament en lloc de físicament, és a dir, el parlant no està parlant com el centre díctic. Per exemple:
Ara vinc a casa teva.
La declaració anterior denotaria generalment que el parlant va a la casa del destinatari des del seu propi punt de referència, però sembla perfectament normal que algú projecti la seva presència física al seu destí en lloc del punt de partida.
Les llengües solen mostrar almenys una distinció referencial binària en el seu sistema díctic: proximal, o prop o més a prop del parlant; i distal, o lluny del parlant i/o més a prop del destinatari. El català exemplifica això amb parelles com «aquest» i «aquell», «això» i «allò», «aquí» i «allà», etc. En altres llengües com el castellà, la distinció és triple o superior: proximal, o prop del parlant; medial, o prop del destinatari; i distal, o lluny de tots dos (ex: «este», «ese» i «aquel»).

#### Dixi temporal
La dixi temporal, o dixi de temps, s'ocupa dels diversos temps implicats i als quals s'ha fet referència en una declaració. Això inclou adverbis temporals com "ara", "llavors" i "aviat", així com diferents temps verbals. Així per exemple la paraula "demà" significa un dia diferent segons si es pronuncia un dilluns o un divendres, que actuen com a centre díctic per dotar de sentit als altres elements.
Els temps verbals se separen generalment en temps absoluts (díctics) i relatius. Així, per exemple, el temps perfet d'indicatiu català és absolut, com en (termes díctics temporals en cursiva):
Ella hi ha anat.
mentre que el plusquamperfet és relatiu a algun altre temps especificat amb dixi, com a:
Ella hi havia anat.

### Altres categories

#### Dixi social
La dixi social es refereix a la informació social que es codifica dins de diverses expressions, com ara l'estatus social relatiu i la familiaritat. Dues formes principals són les anomenades distincions T–V i honorífics.
- Distinció T–V

Les distincions T–V, anomenades pel llatí "tu" i "vós", és el nom donat al fenomen quan una llengua té almenys dos pronoms de segona persona diferents. L'ús variable d'aquests pronoms indica alguna cosa sobre formalitat, familiaritat i/o solidaritat entre els interactius. Així, per exemple, la forma T es pot utilitzar quan es parla amb un amic o algú d'un estatus social igual o inferior, mentre que la forma V s'utilitza per parlar amb un estrany o superior social. Aquest fenomen és comú en les llengües europees.